# Девятина
«Девятина» — натуральный платёж, который уплачивали феодалам зависимые крестьяне в XVIII-XIX веках на Закарпатье. Составляла 1/9 налогов крестьянского хозяйства. Различались малая (упразднена в 1836 году) и большая девятины (отменена в ходе крестьянской реформы 1848 года в Австрии).

## Способ расчета и уплаты
Девятина собиралась пшеницей, рожью, овсом, ячменем, просом, льном, виноградом, мёдом, вином, коноплёй, домашним скотом и бобовыми культурами. Помещики стремились установить чёткие размеры девятины, рассчитывая их по показателям наиболее урожайных лет.

## Виды налога
Различалась малая девятина, которая собиралась преимущественно домашним скотом и иногда мёдом и другими продуктами, и большая девятина, которую крестьяне платили преимущественно зерном и виноградом или вином.

## Упразднение
Малая девятина была окончательно запрещена в 1836 году, а большая — отменена в ходе крестьянской реформы 1848 года в Галичине, на Буковине и Закарпатье.